# Deutsche Gesellschaft für Soziologie
Die Deutsche Gesellschaft für Soziologie e. V. (DGS) ist eine wissenschaftliche Vereinigung zur Förderung der soziologischen Forschung und Lehre. Der gemeinnützige Verein hat sich zum Ziel gesetzt, „sozialwissenschaftliche Probleme zu erörtern, die wissenschaftliche Kommunikation der Mitglieder zu fördern und an der Verbreitung und Vertiefung soziologischer Kenntnisse mitzuwirken“.

## Geschichte
Die Ausrufung der Gründung der Deutsche Gesellschaft für Soziologie (DGS) fand am 9. März 1909 im Berliner Grandhotel Esplanade statt, getragen von einer Gruppe von 39 Wissenschaftlern, von denen keiner hauptberuflich „Soziologe“ war. Die eigentliche Gründungsversammlung fand zuvor am 3. Januar statt, am 30. Januar wurde die erste provisorische Vorstandssitzung durchgeführt. Die DGS ist die zweitälteste soziologische Gesellschaft ihrer Art auf der Welt, allerdings waren international zuvor schon andere entsprechende wissenschaftliche Verbände gegründet worden, sodass die DGS als verspätet gelten kann. Als ihre Initiatoren sind Rudolf Goldscheid (1870–1931) und Georg Simmel (1858–1918) zu nennen. Max Weber (1864–1920), der sich nach anfänglicher Skepsis in der Mitgliederwerbung engagiert hat, war schon zum 1. Januar 1911 wegen des Streits über das Wertfreiheitspostulat wieder aus dem Vorstand der Gesellschaft ausgeschieden.
Als erster Vorsitzender und ab 1922 Präsident wurde Ferdinand Tönnies (1855–1936) gewählt. Er wurde 1933 wegen seiner Opposition zum NS-Regime genötigt, dieses Amt niederzulegen. Damals war ein Teil der DGS-Mitglieder schon aus Deutschland emigriert oder geflüchtet. In der Zeit von 1914 bis 1918 war die Arbeit der DGS weitestgehend eingestellt, die Neugründung erfolgte 1922. Die Geschäftsführung erfolgte durch Leopold von Wiese.
Der für den April 1933 geplante achte Soziologentag in Kiel zum Thema Bürokratie kam vor dem Hintergrund der politischen Situation in Deutschland nicht mehr zustande. Im Januar 1933 hatte die DGS 148 ordentliche Mitglieder.
Tönnies’ Nachfolger, Hans Freyer, stellte 1934 alle Aktivitäten der DGS ein. In der Folge blieb sie bis 1946 inoperativ. Über den genauen Hergang, die Rolle und eventuelle Aktivität der DGS während der Zeit des Nationalsozialismus besteht unter den Soziologen keine Einigkeit; Dokumente aus dieser Zeit verbrannten während des Krieges.
Nach 1946 wurde die DGS wieder gegründet; Leopold von Wiese wurde ihr erster Präsident. Als Hanna Meuter 1948 darauf hinwies, dass von den ehemals 150 Mitgliedern der Gesellschaft über die Hälfte, nicht unbeeinflusst durch die Vernichtungsverfahren der Zeit, heute nicht mehr unter uns sind, war das für diese Zeit selten.
Von Wieses Nachfolger wurde 1955 Helmuth Plessner. Bis zum Berliner Soziologentag zum 50. Jahrestag der DGS 1959 formierten sich die drei großen Schulen der Soziologie der Nachkriegszeit: (1) die Kölner Schule von René König, (2) die von der Leipziger Schule beeinflusste Richtung, die vor allem mit Helmut Schelsky in Münster in Verbindung gebracht wird, und (3) die Frankfurter Schule um Max Horkheimer und Theodor W. Adorno.
Bis in die 1990er Jahre befasste sich die DGS schwerpunktmäßig mit der Ausarbeitung eines Lehrkanons der Soziologie und dem Entwurf von Richtlinien für die Ausstattung von Studiengängen an den Universitäten. Die Deutsche Wiedervereinigung stellte ebenfalls eine Herausforderung für die Soziologen-Gesellschaft dar, nachdem sich kurz vor der Wende eine Deutsche Gesellschaft für Soziologie Ostdeutschland gegründet hatte, die sich dann 1992 wieder auflöste. Ergebnis von Verhandlungen mit der Deutschen Gesellschaft für Soziologie Ostdeutschland und dem Berufsverband Deutscher Soziologinnen und Soziologen (BDS) war 1992 die Formulierung eines gemeinsamen „Ethikkodexes“ für Soziologen. Der Ethikkodex legte Normen für das Verhalten von lehrenden und forschenden Wissenschaftlern fest und wurde in einer gemeinsamen Ethikkommission der Verbände exekutiert.
2022 hatte die DGS rund 3400 Mitglieder und war in 36 Sektionen, einer Arbeitsgemeinschaft sowie zahlreichen Arbeitsgruppen organisiert. Zum Ende des Jahres 2023 waren es 3660 Mitglieder.

## Soziologentage / Kongresse der Deutschen Gesellschaft für Soziologie

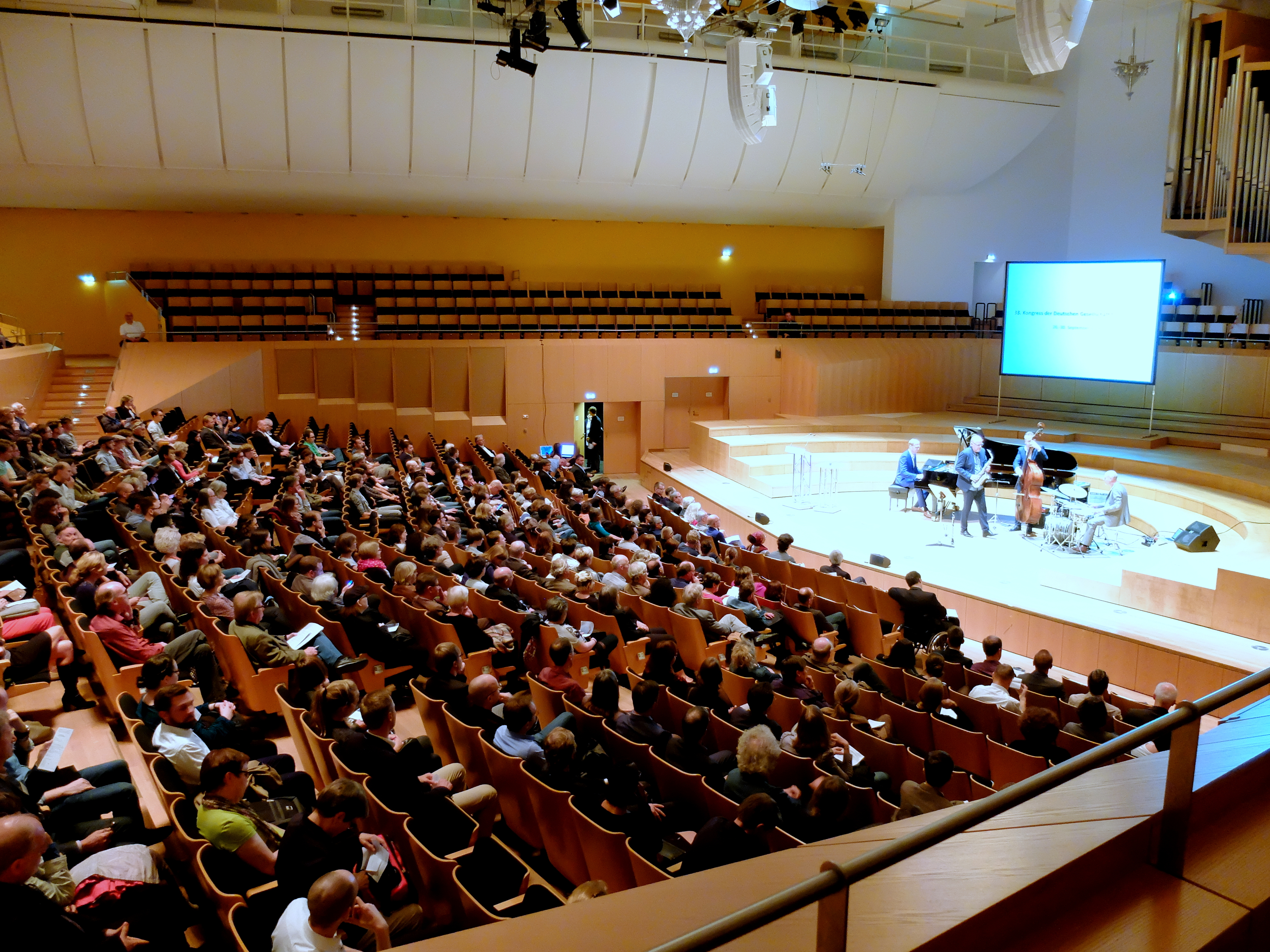
Eröffnungsveranstaltung des 38. Kongresses der Deutschen Gesellschaft für Soziologie, September 2016 in Bamberg

Die ab den 1960er-Jahren folgenden Soziologentage der DGS wurden zum Ort der Auseinandersetzung zwischen der Kritischen Theorie und dem Kritischen Rationalismus im sog. Positivismusstreit, ohne dass sich eine Lösung abzeichnete.
Neuen Stoff für Auseinandersetzungen lieferte die 68er Studentenbewegung. Diesmal verlief die Front zwischen Herbert Marcuse und Theodor W. Adorno auf der einen und Ralf Dahrendorf, dem damaligen Vorsitzenden der DGS, auf der anderen Seite. Der Vorstand der DGS sah die Einheit der Gesellschaft gefährdet und sah sich von der Außerparlamentarischen Opposition (APO) mit ihren marxistischen Theorieansätzen bedroht. Es kam zu einer Unterbrechung von sechs Jahren, bevor ein neuer Soziologentag einberufen wurde. Die Ziele und die Struktur der DGS wurden neu definiert und eine Veränderung weg von einer Gelehrtengesellschaft hin zu einer breiteren Basis eingeleitet, indem die Mitgliedschaft nicht mehr nur auf Professoren beschränkt, sondern auch auf Promovierte ausgeweitet wurde.
Mitte der 1990er Jahre wurde die seit 1909 geführte Bezeichnung Deutscher Soziologentag auf Wunsch der erstarkenden Sektion „Frauenforschung“ in die geschlechtsneutrale Bezeichnung Kongress der Deutschen Gesellschaft für Soziologie geändert.
In den 1990er Jahren fanden zwei Soziologiekongresse erstmals in ostdeutschen Städten (Halle und Dresden) statt und die DGS richtete mit der Universität Bielefeld 1994 den von der International Sociological Association (ISA) einberufenen Weltkongress der Soziologie aus, der 4000 Soziologen nach Bielefeld führte. Weiterhin wurde die schon zu Beginn der DGS bestehende Zusammenarbeit mit Soziologen aus Österreich und der Schweiz neu belebt. So wurde der Soziologiekongress 1998 in Freiburg als gemeinsamer deutscher, schweizerischer und österreichischer Kongress durchgeführt – passend zum damaligen Kongressthema „Grenzenlose Gesellschaft“.
Seit 2007 fördert die DGS auch studentische Soziologiekongresse, die alle zwei Jahre stattfinden.

## Heutige Tätigkeiten
Die DGS hat sich über ein Jahrhundert von einer exklusiven Gelehrtengemeinschaft zu einer breiten Vereinigung von soziologisch arbeitenden Wissenschaftlern gewandelt. Sie umfasst zahlreiche Sektionen und Arbeitsgruppen zu verschiedenen soziologischen Fragestellungen und Theorieansätzen, die je eigene Arbeitstagungen abhalten. Auch die qualitative Sozialforschung, um deren Grundthesen vor 50 Jahren heftige Debatten geführt wurden, erhielt eine eigene Sektion. Die Soziologiekongresse sind Großveranstaltungen mit über 3000 Teilnehmern erfüllt.
Seit dem Jahr 2000 verleiht die DGS den Preis für ein hervorragendes wissenschaftliches Lebenswerk. Zuletzt erhielt Hans Joas 2022 diese Auszeichnung.
Mitte des Jahres 2012 rief die DGS ihre Mitglieder, aufgrund „gravierende[r] methodische[r] Schwächen und empirische[r] Lücken“, zum Boykott des CHE-Hochschulrankings auf. Aufgrund „ausbleibender überzeugender Verbesserungen seitens des CHE“ kooperierte die DGS mit dem Verband der Historiker und Historikerinnen Deutschlands, um gemeinsam eine alternative Informationsquelle für Studieninteressierte beider Fächer zu bieten. Die Fachverbände initiierten 2014 das gemeinsame Studieninformationsportal „studium.org“, an dem sich auch die Deutsche Gesellschaft für Erziehungswissenschaft und Deutsche Gesellschaft für Publizistik- und Kommunikationswissenschaft beteiligen.

## Zeitschrift
Als „Forum der Deutschen Gesellschaft für Soziologie“ gibt die DGS die vierteljährlich erscheinende Zeitschrift Soziologie heraus.

## Präsidenten und Vorsitzende
- Präsidenten[16]
  - 1909–1920 Vorsitzender, ab 1922 bis 1933 Präsident Ferdinand Tönnies
  - 1933 Werner Sombart (?); und/oder Hans Freyer[17][18]
  - 1933–1946 Hans Freyer – ab 1934 ließ er die DGS „ruhen“
- Vorsitzende
  - 1946–1955 Leopold von Wiese
  - 1955–1959 Helmuth Plessner
  - 1959–1963 Otto Stammer
  - 1963–1967 Theodor W. Adorno
  - 1967–1970 Ralf Dahrendorf – Rücktritt wegen der Übernahme eines politischen Amtes
  - 1970 Erwin Scheuch
  - 1971–1974 M. Rainer Lepsius
  - 1974–1978 Karl Martin Bolte
  - 1979–1982 Joachim Matthes
  - 1983–1986 Burkart Lutz
  - 1987–1990 Wolfgang Zapf
  - 1991–1992 Bernhard Schäfers
  - 1993–1994 Lars Clausen
  - 1995–1998 Stefan Hradil
  - 1999–2002 Jutta Allmendinger
  - 2003–2006 Karl-Siegbert Rehberg
  - 2007–2011 Hans-Georg Soeffner
  - 2011–2013 Martina Löw
  - 2013–2017 Stephan Lessenich
  - 2017–2019 Nicole Burzan
  - 2019–2021 Birgit Blättel-Mink
  - 2021–2025 Paula-Irene Villa Braslavsky[19]
  - seit 2025: Monika Wohlrab-Sahr[20]

## Kongresse der DGS
- 2022: Bielefeld – Polarisierte Welten
- 2020: Berlin – Gesellschaft unter Spannung
- 2018: Göttingen – Komplexe Dynamiken globaler und lokaler Entwicklungen[21]
- 2016: Bamberg – Geschlossene Gesellschaften.
- 2014: Trier – Routinen der Krise – Krise der Routinen[22]
- 2012: Bochum/Dortmund – Vielfalt und Zusammenhalt.
- 2010: Frankfurt am Main – Transnationale Vergesellschaftungen.
- 2008: Jena – Unsichere Zeiten. Herausforderungen gesellschaftlicher Transformationen.
- 2006: Kassel – Die Natur der Gesellschaft.
- 2004: München – Soziale Ungleichheit – Kulturelle Unterschiede.
- 2002: Leipzig – Entstaatlichung und soziale Sicherheit.
- 2000: Köln – Gute Gesellschaft? Zur Konstruktion sozialer Ordnungen.
- 1998: Freiburg im Breisgau – Grenzenlose Gesellschaft?
- 1996: Dresden – Differenz und Integration.
- 1994: Halle (Saale) – Gesellschaften im Umbruch.
- 1992: Düsseldorf – Lebensverhältnisse und soziale Konflikte im neuen Europa.
- 1990: Frankfurt am Main – Die Modernisierung moderner Gesellschaften.
- 1988: Zürich – Kultur und Gesellschaft.
- 1986: Hamburg – Technik und sozialer Wandel.
- 1984: Dortmund – Soziologie und gesellschaftliche Entwicklung.
- 1982: Bamberg – Krise der Arbeitsgesellschaft.
- 1980: Bremen – Lebenswelt und soziale Probleme.
- 1979: Berlin – Sozialer Wandel in Westeuropa.
- 1976: Bielefeld – Materialien aus der soziologischen Forschung.
- 1974: Kassel – Zwischenbilanz der Soziologie.
- 1968: Frankfurt am Main – Spätkapitalismus oder Industriegesellschaft?
- 1964: Heidelberg – Max Weber und die Soziologie heute.
- 1959: Berlin – Die Soziologie in der modernen Gesellschaft.
- 1956: Bad Meinberg – Tradition.
- 1954: Heidelberg – Zum Ideologieproblem/Die freien Berufe.
- 1952: Weinheim – Die Berufswahl – Zellen und Cliquen.
- 1950: Detmold – Heimat und Fremde – Bürokratisierung.
- 1948: Worms – Jugend – Terror.
- 1946: Frankfurt am Main – Die gegenwärtige Situation, soziologisch betrachtet.
- 1930: Berlin – Die Presse und die öffentliche Meinung.
- 1928: Zürich – Konkurrenz – Wanderungen.[23]
- 1926: Wien – Demokratie – Naturrecht.
- 1924: Heidelberg – Soziologie und Sozialpolitik – Wissenschaft und soziale Struktur.
- 1922: Jena – Das Wesen der Revolution.
- 1912: Berlin – Nation und Nationalität.[24]
- 1910: Frankfurt am Main – Wege und Ziele der Soziologie (Erster deutscher Soziologentag).

Ferner wurden folgende studentische Soziologiekongresse von der DGS gefördert:
- 2015: Tübingen – Denken (über-)denken
- 2013: Bamberg – Krisen Prozesse Potentiale.
- 2011: Berlin – Komplexe Neue Welt.
- 2009: München – Theorie und Praxis.
- 2007: Halle – Perspektiven der Soziologie.